# Красный Курган (Брянская область)
Красный Курган — посёлок в Навлинском районе Брянской области в составе Навлинского городского поселения.

## География
Находится в восточной части Брянской области на расстоянии приблизительно 7 км на юго-запад по прямой от районного центра поселка Навля.

## История
Упоминается с 1920-х годов. На карте 1941 года обозначен как посёлок с 36 дворами.

## Население
Численность населения: 141 человек (1926), 14 человек (русские 100 %) в 2002 году, 13 в 2010.